# Cidariophanes persaturata
Cidariophanes persaturata là một loài bướm đêm trong họ Geometridae.